# Barryton
Barryton es una villa ubicada en el condado de Mecosta, Míchigan, Estados Unidos. Según el censo de 2020, tiene una población de 405 habitantes.

## Geografía
La localidad está ubicada en las coordenadas 43°45′5″N 85°8′40″O / 43.75139, -85.14444 (43.751409, -85.144572). Según la Oficina del Censo de los Estados Unidos, Barryton tiene una superficie total de 2.68 km², de la cual 2.48 km² corresponden a tierra firme y 0.20 km² son agua.

## Demografía
Según el censo de 2020, hay 405 personas residiendo en Barryton. La densidad de población es de 163.31 hab./km². El 92.84% de los habitantes son blancos, el 1.23% son afroamericanos, el 0.49% son amerindios, el 0.49% son asiáticos, el 0.25% es de otra raza y el 4.69% son de una mezcla de razas. Del total de la población, el 2.72% son hispanos o latinos de cualquier raza.